# Alpha Ethniki 1966-1967
L'Alpha Ethniki 1966-1967 fu la 31ª edizione della massima serie del campionato di calcio greco, conclusa con la vittoria del Olympiacos, al suo diciassettesimo titolo e secondo consecutivo.
Capocannoniere del torneo fu Giōrgos Siderīs (Olympiacos), con 24 reti.

## Formula
Come nelle stagioni precedenti le squadre partecipanti furono 16 e disputarono un girone di andata e ritorno per un totale di 30 partite.
In previsione di un aumento del numero di club da 16 a 18 solo l'ultima venne retrocessa in Beta Ethniki.
Il punteggio prevedeva tre punti per la vittoria, due per il pareggio e uno per la sconfitta.
Il Pierikos fu penalizzato di un punto.
Le squadre ammesse alle coppe europee furono tre: i campioni alla Coppa dei Campioni 1967-1968, la vincitrice della coppa nazionale alla Coppa delle Coppe 1967-1968 e un'ulteriore squadra alla Coppa delle Fiere 1967-1968.

## Squadre partecipanti
| Squadra         | Città      | Stadio | Stagione 1965-1966 |
| --------------- | ---------- | ------ | ------------------ |
| AEK Atene       | Atene      |        | 3°                 |
| Apollōn Smyrnīs | Atene      |        | 10°                |
| Arīs Salonicco  | Salonicco  |        | 5°                 |
| Egaleo          | Egaleo     |        | 9°                 |
| Ethnikos Pireo  | Il Pireo   |        | 7°                 |
| Īraklīs         | Salonicco  |        | 12°                |
| Olympiacos      | Il Pireo   |        | Campione di Grecia |
| Panathīnaïkos   | Atene      |        | 2°                 |
| Paniōnios       | Nea Smyrnī |        | 4°                 |
| Panserraïkos    | Serres     |        | 14°                |
| PAOK            | Salonicco  |        | 6°                 |
| Pierikos        | Katerini   |        | 8°                 |
| Proodeftikī     | Korydallos |        | 13°                |
| Trikala         | Trikala    |        | 11°                |
| GAS Veria       | Veria      |        | Beta Ethniki       |
| Vyzas           | Megara     |        | Beta Ethniki       |

## Classifica finale
|                   | Pos. | Squadra         | Pt | G  | V  | N  | P  | GF | GS | DR  |
| ----------------- | ---- | --------------- | -- | -- | -- | -- | -- | -- | -- | --- |
| Grecia (bandiera) | 1.   | Olympiacos      | 79 | 30 | 21 | 7  | 2  | 59 | 17 | +42 |
|                   | 2.   | AEK Atene       | 76 | 30 | 18 | 10 | 2  | 52 | 21 | +31 |
|                   | 3.   | Panathīnaïkos   | 71 | 30 | 17 | 7  | 6  | 42 | 24 | +18 |
|                   | 4.   | PAOK            | 67 | 30 | 13 | 11 | 6  | 36 | 20 | +16 |
|                   | 5.   | Arīs Salonicco  | 63 | 30 | 14 | 5  | 11 | 38 | 30 | +8  |
|                   | 6.   | Paniōnios       | 61 | 30 | 11 | 9  | 10 | 38 | 36 | +2  |
|                   | 7.   | Ethnikos Pireo  | 59 | 30 | 11 | 7  | 12 | 42 | 38 | +4  |
|                   | 8.   | Proodeftikī     | 57 | 30 | 8  | 11 | 11 | 37 | 41 | -4  |
|                   | 9.   | Īraklīs         | 56 | 30 | 7  | 12 | 11 | 25 | 39 | -14 |
|                   | 10.  | Egaleo          | 55 | 30 | 9  | 7  | 14 | 36 | 47 | -11 |
|                   | 11.  | Apollōn Smyrnīs | 54 | 30 | 8  | 8  | 14 | 33 | 35 | -2  |
|                   | 12.  | Vyzas           | 54 | 30 | 10 | 4  | 16 | 32 | 54 | -22 |
|                   | 13.  | GAS Veria       | 53 | 30 | 7  | 9  | 14 | 23 | 37 | -14 |
|                   | 14.  | Pierikos        | 52 | 30 | 8  | 7  | 15 | 36 | 51 | -15 |
|                   | 15.  | Panserraïkos    | 52 | 30 | 7  | 8  | 15 | 29 | 46 | -17 |
|                   | 16.  | Trikala         | 50 | 30 | 7  | 6  | 17 | 33 | 55 | -22 |

Legenda:

      Campione di Grecia
      Invitato alla Coppa delle Fiere in rappresentanza di Salonicco
      Ammesso alla Coppa delle Coppe
      Retrocesso in Beta Ethniki
Note:

Tre punti a vittoria, due a pareggio, uno a sconfitta.
Pierikos penalizzato di 1 punto.

### Verdetti
- Olympiakos campione di Grecia 1966-67 e qualificato alla Coppa dei Campioni
- Panathinaïkos qualificato alla Coppa delle Coppe
- Trikala retrocesso in Beta Ethniki.